# Бехрам-бегова џамија (Новоселија)
Бехрам-бегова џамија или Бехрам-ефендијина џамија је џамија у бањалучком насељу Новоселија. Проглашена је за национални споменик Босне и Херцеговине и налази се на Листи непокретних културних добара Републике Српске.

## Локација
Бехрам-бегова џамија налази се у улици Авде Газића у Десној Новоселији на десној обали Врбаса.

## Историја
Изграђена је крајем шеснаестог или почетком седамнаестог вијека. По народној легенди оснивач је Бехрам-ефендија који је у Крајину дошао из Ђумиша изАнадолије, по чему је добио презиме Ђумишић. Бехрам-ефендија је био припадник неког дервишког реда пошто је уз џамију изградио и подземну просторију која је служила за осамљивање у молитви. Натпис на минберу потиче из 1637. године. Натпис је гласио: "Писао сам књиге цијели живот и кроз цијели дан, а доћи ће вријеме и оне ће се продавати будзашто."

## Опис добра
Џамија је оштећена у току Отаџбинског рата у Републици Српској.